# Жимолость съедобная
Жи́молость съедо́бная (лат. Lonicera edulis) — кустарник со съедобными плодами, вид рода Жимолость (Lonicera) семейства Жимолостные (Caprifoliaceae). Растёт в Восточной Сибири и на Дальнем Востоке, а также в Корее и Китае.
По данным сайта The Plant List, в настоящее время Lonicera edulis считается синонимом Lonicera venulosa subsp. edulis (Turcz. ex Freyn) Vorosch.

## Ботаническое описание
Листопадный кустарник до метра высотой. Молодые побеги тонкие, опушённые, зелёные, местами с фиолетовым оттенком. Старые у основания достигают толщины 3 см, кора на них желтовато-бурая, без опушения, отслаивается узкими полосками. Крона густая, шаровидная.
Листья продолговато-ланцетные с заострёнными вершинами, длиной до 7 см, с дискообразными прилистниками, сросшимися с короткими черешками. Молодые листья густо опушены, на старых опушение редкое или отсутствует.
Цветки желтоватые, воронковидные, расположены парами в пазухах листьев. Время цветения — май — начало июня.
Плоды тёмно-голубые с сизым восковым налётом, длиной 9-12 мм, форма разнообразная: цилиндрические, продолговато-эллиптические, иногда округлые. Созревают в конце июня-июле. Мякоть сочная, красно-фиолетовая.
Семена мелкие, светло-коричневые, длиной около 2 мм.

## Экология
Встречается преимущественно в горных районах на известняках. Растёт во влажных темнохвойных лесах и их опушках, а также на торфяных болотах и на влажных лугах.
В природе встречаются различные формы, отличающиеся величиной кустов, размерами, формой, вкусом и сроками созревания плодов. Разводится семенами, черенками, отводками и делением кустов. Кусты, выращенные посевом, начинают плодоносить на пятый год. Хорошо переносит пересадку даже среди лета.

## Значение и применение
В ягодах около 4,5% сахара и 1% кислот. Плоды этого вида жимолости съедобны, на вкус кисло-сладкие. Их потребляют в свежем виде, а также делают варенье, компоты, сок. Наряду с другими съедобными видами используется в селекции, с целью выведения более крупноплодных и урожайных сортов. Северные или камчатские растения приносят более вкусные и ароматичные ягоды, чем южноуссурийские.
Ценный весенний медонос. Продуктивность мёда 13—35 кг/га. Нектаропродуктивность 100 цветков в условиях юга Дальнего Востока — 10,8—16,4 мг сахара, одного растения — 0,214 г. Продуктивность мёда 20—45 кг/га. Обильное цветение и выделение большого количества нектара стимулирует весеннее развитие пчелиных семей.
Иногда жимолость съедобную выращивают в качестве декоративного растения.